# Roby
Roby is een plaats (city) in de Amerikaanse staat Texas, en valt bestuurlijk gezien onder Fisher County.

## Demografie
Bij de volkstelling in 2000 werd het aantal inwoners vastgesteld op 673.
In 2006 is het aantal inwoners door het United States Census Bureau geschat op 628, een daling van 45 (-6,7%).

## Geografie
Volgens het United States Census Bureau beslaat de plaats een oppervlakte van
1,9 km², geheel bestaande uit land. Roby ligt op ongeveer 611 m boven zeeniveau.

## Plaatsen in de nabije omgeving
De onderstaande figuur toont nabijgelegen plaatsen in een straal van 40 km rond Roby.